# Probreviceps durirostris
Probreviceps durirostris es una especie de anfibio anuro de la familia Brevicipitidae.

## Distribución geográfica
Esta especie es endémica de las montañas Ukaguru en el este de Tanzania. Se encuentra entre los 1500 y 1900 metros sobre el nivel del mar.

## Publicación original
- Loader, Channing, Menegon & Davenport, 2006: A new species of Probreviceps (Amphibia: Anura) from the Eastern Arc Mountains, Tanzania. Zootaxa, n.º 1237, p. 45–60.[6]